# All Day (canção)
"All Day" é uma canção do grupo pop internacional Now United, lançada em 5 de novembro de 2018. A canção foi disponibilizada nas plataformas digitais em 23 de setembro de 2019.Conta com os vocais de Any, Diarra, Heyoon, Sabina, Noah, Lamar e Bailey.

## Videoclipe
O videoclipe foi lançado no dia 5 de novembro de 2018 e gravado em Seal Beach, California. No clipe, Noah teve que ficar com o vocal do integrante Lamar, pois Lamar não pôde participar do clipe. A versão da música com Lamar está disponível em todas as plataformas digitais.

## Histórico de lançamento
| Região | Data                   | Formato                    | Gravadora | Ref.  |
| ------ | ---------------------- | -------------------------- | --------- | ----- |
| Mundo  | 23 de setembro de 2019 | download digital streaming | XIX       | [ 4 ] |